# Championnats du monde d'athlétisme en salle 2010, résultats détaillés
Résultats détaillés des finales des Championnats du monde d'athlétisme en salle 2010 à Doha.
| Courses : 60 m - 400 m - 800 m - 1 500 m - 3 000 m Obstacles : 60 m haies Relais : Relais 4 × 400 m Sauts : Hauteur - Longueur - Triple saut - Perche Lancers: - Poids Epreuves combinées: Heptathlon/Pentathlon |

## Résultats

### 60 m
| Rang | Athlète        | Pays               | Temps       |
| ---- | -------------- | ------------------ | ----------- |
| 1    | Dwain Chambers | Royaume-Uni        | 6 s 48 (WL) |
| 2    | Mike Rodgers   | États-Unis         | 6 s 53      |
| 3    | Daniel Bailey  | Antigua-et-Barbuda | 6 s 57      |
| 4    | Trell Kimmons  | États-Unis         | 6 s 59      |
| DSQ  | Samuel Francis | Qatar              | 6 s 62      |
| 5    | Ronald Pognon  | France             | 6 s 65      |
| 6    | Nesta Carter   | Jamaïque           | 6 s 72      |
| -    | Ibrahim Kabia  | Sierra Leone       | DNS         |

| Rang | Athlète                 | Pays                      | Temps       |
| ---- | ----------------------- | ------------------------- | ----------- |
| 1    | Veronica Campbell-Brown | Jamaïque                  | 7 s 00      |
| 2    | Carmelita Jeter         | États-Unis                | 7 s 05      |
| 3    | Paulette Zang-Milama    | Gabon                     | 7 s 14      |
| 3    | Sheri-Ann Brooks        | Jamaïque                  | 7 s 14 (PB) |
| 5    | Chandra Sturrup         | Bahamas                   | 7 s 16 (SB) |
| 6    | Tahesia Harrigan        | Îles Vierges britanniques | 7 s 17 (SB) |
| 7    | Myriam Soumaré          | France                    | 7 s 29      |
| DSQ  | LaVerne Jones-Ferrette  | Îles Vierges américaines  | 7 s 03      |

### 400 m
| Rang | Athlète          | Pays       | Temps        |
| ---- | ---------------- | ---------- | ------------ |
| 1    | Chris Brown      | Bahamas    | 45 s 96 (SB) |
| 2    | William Collazo  | Cuba       | 46 s 31 (PB) |
| 3    | Jamaal Torrance  | États-Unis | 46 s 43      |
| 4    | Nery Brenes      | Costa Rica | 46 s 55 (SB) |
| 5    | David Gillick    | Irlande    | 46 s 62      |
| 6    | Bershawn Jackson | États-Unis | 46 s 84      |

| Rang | Athlète                | Pays       | Temps        |
| ---- | ---------------------- | ---------- | ------------ |
| 1    | Debbie Dunn            | États-Unis | 51 s 04      |
| 2    | Tatyana Firova         | Russie     | 51 s 13 (PB) |
| 3    | Vania Stambolova       | Bulgarie   | 51 s 50 (SB) |
| 4    | Amantle Montsho        | Botswana   | 52 s 53      |
| 5    | Aliann Pompey          | Guyana     | 52 s 75      |
| -    | Novlene Williams-Mills | Jamaïque   | Ab.          |

### 800 m
| Rang | Athlète              | Pays     | Temps              |
| ---- | -------------------- | -------- | ------------------ |
| 1    | Abubaker Kaki        | Soudan   | 1 min 46 s 23 (SB) |
| 2    | Boaz Kiplagat Lalang | Kenya    | 1 min 46 s 39      |
| 3    | Adam Kszczot         | Pologne  | 1 min 46 s 69      |
| 4    | Ismail Ahmed Ismail  | Soudan   | 1 min 46 s 90      |
| 5    | Jakub Holuša         | Tchéquie | 1 min 47 s 28      |
| 6    | Luis Alberto Marco   | Espagne  | 1 min 48 s 99      |

| Rang | Athlète            | Pays        | Temps              |
| ---- | ------------------ | ----------- | ------------------ |
| 1    | Mariya Savinova    | Russie      | 1 min 58 s 26 (WL) |
| 2    | Jenny Meadows      | Royaume-Uni | 1 min 58 s 43 (NR) |
| 3    | Alysia Johnson     | États-Unis  | 1 min 59 s 60 (PB) |
| 4    | Anna Pierce        | États-Unis  | 2 min 00 s 53 (PB) |
| 5    | Eglė Balčiūnaitė   | Lituanie    | 2 min 01 s 37 (NR) |
| 6    | Yevgeniya Zinurova | Russie      | 2 min 01 s 68      |

### 1 500 m
| Rang | Athlète              | Pays           | Temps         |
| ---- | -------------------- | -------------- | ------------- |
| 1    | Deresse Mekonnen     | Éthiopie       | 3 min 41 s 86 |
| 2    | Abdalaati Iguider    | Maroc          | 3 min 41 s 96 |
| 3    | Haron Keitany        | Kenya          | 3 min 42 s 32 |
| 4    | Mekonnen Gebremedhin | Éthiopie       | 3 min 42 s 42 |
| 5    | Amine Laâlou         | Maroc          | 3 min 42 s 42 |
| 6    | Juan van Deventer    | Afrique du Sud | 3 min 43 s 77 |
| 7    | Garrett Heath        | États-Unis     | 3 min 43 s 81 |
| 8    | Mahiedine Mekhissi   | France         | 3 min 45 s 22 |
| 9    | Diego Ruiz           | Espagne        | 3 min 52 s 45 |

| Rang | Athlète            | Pays        | Temps              |
| ---- | ------------------ | ----------- | ------------------ |
| 1    | Kalkidan Gezahegne | Éthiopie    | 4 min 08 s 14      |
| 2    | Natalia Rodríguez  | Espagne     | 4 min 08 s 30      |
| 3    | Gelete Burka       | Éthiopie    | 4 min 08 s 39      |
| 4    | Sylwia Ejdys       | Pologne     | 4 min 09 s 24      |
| 5    | Irene Jelagat      | Kenya       | 4 min 09 s 57 (PB) |
| 6    | Erin Donohue       | États-Unis  | 4 min 09 s 59 (PB) |
| 7    | Helen Clitheroe    | Royaume-Uni | 4 min 10 s 38      |
| 8    | Sarah Bowman       | États-Unis  | 4 min 10 s 72 (PB) |
| 9    | Natallia Kareiva   | Biélorussie | 4 min 12 s 76      |
| —    | Anna Alminova      | Russie      | DSQ                |

### 3 000 m
| Rang | Athlète                 | Pays       | Temps              |
| ---- | ----------------------- | ---------- | ------------------ |
| 1    | Bernard Lagat           | États-Unis | 7 min 37 s 97 (SB) |
| 2    | Sergio Sánchez          | Espagne    | 7 min 39 s 55      |
| 3    | Sammy Alex Mutahi       | Kenya      | 7 min 39 s 90      |
| 4    | Tariku Bekele           | Éthiopie   | 7 min 40 s 10      |
| 5    | Galen Rupp              | États-Unis | 7 min 42 s 40 (PB) |
| 6    | Jesús España            | Espagne    | 7 min 42 s 82 (SB) |
| 7    | Hicham Bellani          | Maroc      | 7 min 44 s 15      |
| 8    | James Kwalia            | Qatar      | 7 min 46 s 12      |
| 9    | Essa Ismail Rashed      | Qatar      | 7 min 47 s 94 (SB) |
| 10   | Dejen Gebremeskel       | Éthiopie   | 7 min 48 s 69      |
| 11   | Augustine Kiprono Choge | Kenya      | 7 min 53 s 42      |
| 12   | Hais Welday             | Érythrée   | 8 min 04 s 10      |

| Rang | Athlète               | Pays           | Temps         |
| ---- | --------------------- | -------------- | ------------- |
| 1    | Meseret Defar         | Éthiopie       | 8 min 51 s 17 |
| 2    | Vivian Cheruiyot      | Kenya          | 8 min 51 s 85 |
| 3    | Sentayehu Ejigu       | Éthiopie       | 8 min 52 s 08 |
| 4    | Sylvia Jebiwott Kibet | Kenya          | 8 min 52 s 16 |
| 5    | Alemitu Bekele        | Turquie        | 8 min 53 s 78 |
| 6    | Sara Moreira          | Portugal       | 8 min 55 s 34 |
| 7    | Layes Abdullayeva     | Azerbaïdjan    | 8 min 57 s 59 |
| 8    | Jéssica Augusto       | Portugal       | 9 min 01 s 71 |
| 9    | René Kalmer           | Afrique du Sud | 9 min 04 s 11 |
| 10   | Desiree Davila        | États-Unis     | 9 min 07 s 24 |
| 11   | Lidia Chojecka        | Pologne        | 9 min 07 s 80 |
| 12   | Adriënne Herzog       | Pays-Bas       | 9 min 12 s 99 |

### 60 m haies
| Rang | Athlète           | Pays       | Temps       |
| ---- | ----------------- | ---------- | ----------- |
| 1    | Dayron Robles     | Cuba       | 7 s 34 (CR) |
| 2    | Terrence Trammell | États-Unis | 7 s 36 (NR) |
| 3    | David Oliver      | États-Unis | 7 s 44 (PB) |
| 4    | Evgeniy Borisov   | Russie     | 7 s 51 (SB) |
| 5    | Petr Svoboda      | Tchéquie   | 7 s 58      |
| 6    | Maurice Wignall   | Jamaïque   | 7 s 60 (SB) |
| 7    | Liu Xiang         | Chine      | 7 s 65 (SB) |
| 8    | Dániel Kiss       | Hongrie    | 7 s 81      |

| Rang | Athlète                 | Pays       | Temps       |
| ---- | ----------------------- | ---------- | ----------- |
| 1    | Lolo Jones              | États-Unis | 7 s 72 (CR) |
| 2    | Perdita Felicien        | Canada     | 7 s 86 (SB) |
| 3    | Priscilla Lopes-Schliep | Canada     | 7 s 87      |
| 4    | Anay Tejeda             | Cuba       | 7 s 91 (SB) |
| 5    | Ginnie Powell           | États-Unis | 7 s 97      |
| 6    | Vonette Dixon           | Jamaïque   | 7 s 99      |
| 7    | Lacena Golding-Clarke   | Jamaïque   | 8 s 02      |
| 8    | Tatyana Dektyareva      | Russie     | 8 s 05      |

### 4 × 400 m relais
| Rang | Athlète                | Pays                                                              | Temps             |
| ---- | ---------------------- | ----------------------------------------------------------------- | ----------------- |
| 1    | États-Unis             | Jamaal Torrance Greg Nixon Tavaris Tate Bershawn Jackson          | 3 min 3 s 40 (WL) |
| 2    | Belgique               | Cedric van Branteghem Kévin Borlée Antoine Gillet Jonathan Borlée | 3 min 6 s 94 (NR) |
| 3    | Royaume-Uni            | Conrad Williams Nigel Levine Christopher Clarke Richard Buck      | 3 min 7 s 52 (SB) |
|      | République dominicaine | Arismendy Peguero Alvin Harrison Felix Sánchez Yoel Tapia         | DQ                |
|      | Bahamas                | Michael Mathieu Andretti Bain La'Sean Pickstock Chris Brown       | DNF               |
|      | Jamaïque               | Edino Steele Sanjay Ayre Lancford Davis Ricardo Chambers          | DNF               |

| Rang | Athlète     | Pays                                                                        | Temps              |
| ---- | ----------- | --------------------------------------------------------------------------- | ------------------ |
| 1    | États-Unis  | Debbie Dunn Deedee Trotter Natasha Hastings Allyson Felix                   | 3 min 27 s 34 (WL) |
| 2    | Russie      | Svetlana Pospelova Natalya Nazarova Kseniya Vdovina Tatyana Firova          | 3 min 27 s 44 (SB) |
| 3    | Tchéquie    | Denisa Rosolová Jitka Bartonicková Zuzana Bergrová Zuzana Hejnová           | 3 min 30 s 05 (SB) |
| 4    | Royaume-Uni | Kim Wall Vicki Barr Perri Shakes-Drayton Lee McConnell                      | 3 min 30 s 29 (SB) |
| DSQ  | Jamaïque    | Bobby-Gaye Wilkins Clora Williams Davita Prendergast Novlene Williams-Mills | -                  |

### Saut en hauteur
| Rang | Athlète           | Pays        | Marque      |
| ---- | ----------------- | ----------- | ----------- |
| 1    | Ivan Ukhov        | Russie      | 2,36 m      |
| 2    | Yaroslav Rybakov  | Russie      | 2,31 m      |
| 3    | Dusty Jonas       | États-Unis  | 2,31 m      |
| 4    | Kyriakos Ioannou  | Chypre      | 2,28 m      |
| 5    | Jesse Williams    | États-Unis  | 2,28 m      |
| 6    | Kabelo Kgosiemang | Botswana    | 2,28 m (NR) |
| 7    | Samson Oni        | Royaume-Uni | 2,24 m      |
| 8    | Martin Günther    | Allemagne   | 2,24 m      |

| Rang | Athlète           | Pays        | Marque      |
| ---- | ----------------- | ----------- | ----------- |
| 1    | Blanka Vlašić     | Croatie     | 2,00 m      |
| 2    | Ruth Beitia       | Espagne     | 1,98 m      |
| 3    | Chaunte Howard    | États-Unis  | 1,98 m (SB) |
| 4    | Svetlana Shkolina | Russie      | 1,96 m      |
| 5    | Emma Green        | Suède       | 1,94 m      |
| 5    | Zheng Xingjuan    | Chine       | 1,94 m (NR) |
| 7    | Nadiya Dusanova   | Ouzbékistan | 1,91 m      |
| 7    | Marina Aitova     | Kazakhstan  | 1,91 m      |
| 9    | Iva Straková      | Tchéquie    | 1,91 m      |

### Saut en longueur
| Rang | Athlète                | Pays           | Marque      |
| ---- | ---------------------- | -------------- | ----------- |
| 1    | Fabrice Lapierre       | Australie      | 8,17 m      |
| 2    | Godfrey Khotso Mokoena | Afrique du Sud | 8,08 m (SB) |
| 3    | Mitchell Watt          | Australie      | 8,05 m      |
| 4    | Salim Sdiri            | France         | 8,01 m      |
| 5    | Christian Reif         | Allemagne      | 7,86 m      |
| 6    | Ndiss Kaba Badji       | Sénégal        | 7,86 m      |
| 7    | Ignisious Gaisah       | Ghana          | 7,81 m      |
| 8    | Andriy Makarchev       | Ukraine        | 7,65 m      |

| Rang | Athlète           | Pays        | Marque      |
| ---- | ----------------- | ----------- | ----------- |
| 1    | Brittney Reese    | États-Unis  | 6,70 m      |
| 2    | Naide Gomes       | Portugal    | 6,67 m      |
| 3    | Keila Costa       | Brésil      | 6,63 m (SB) |
| 4    | Ksenija Balta     | Estonie     | 6,63 m (SB) |
| 5    | Darya Klishina    | Russie      | 6,62 m      |
| 6    | Anna Nazarova     | Russie      | 6,61 m      |
| 7    | Yuliya Tarasova   | Ouzbékistan | 6,54 m      |
| 8    | Viktoriya Rybalko | Ukraine     | 6,28 m      |

### Saut à la perche
| Rang | Athlète                 | Pays        | Marque      |
| ---- | ----------------------- | ----------- | ----------- |
| 1    | Steven Hooker           | Australie   | 6,01 m (CR) |
| 2    | Malte Mohr              | Allemagne   | 5,70 m      |
| 3    | Alexander Straub        | Allemagne   | 5,65 m      |
| 4    | Konstantinos Filippidis | Grèce       | 5,65 m      |
| 4    | Derek Miles             | États-Unis  | 5,65 m      |
| 6    | Michal Balner           | Tchéquie    | 5,45 m      |
| 6    | Dmitry Starodubtsev     | Russie      | 5,45 m      |
| 6    | Steven Lewis            | Royaume-Uni | 5,45 m      |
| 9    | Lukasz Michalski        | Pologne     | 5,45 m      |

| Rang | Athlète                | Pays      | Marque      |
| ---- | ---------------------- | --------- | ----------- |
| 1    | Fabiana Murer          | Brésil    | 4,80 m      |
| 2    | Svetlana Feofanova     | Russie    | 4,80 m (SB) |
| 3    | Anna Rogowska          | Pologne   | 4,70 m      |
| 4    | Yelena Isinbayeva      | Russie    | 4,60 m      |
| 5    | Jiřina Ptáčníková      | Tchéquie  | 4,60 m (PB) |
| 6    | Kelsie Hendry          | Canada    | 4,50 m      |
| 7    | Kristina Gadschiew     | Allemagne | 4,40 m      |
| -    | Nikoléta Kiriakopoúlou | Grèce     | NM          |

### Triple saut
| Rang | Athlète             | Pays      | Marque       |
| ---- | ------------------- | --------- | ------------ |
| 1    | Teddy Tamgho        | France    | 17,90 m (WR) |
| 2    | Yoandri Betanzos    | Cuba      | 17,69 m (PB) |
| 3    | Arnie David Giralt  | Cuba      | 17,36 m (SB) |
| 4    | Christian Olsson    | Suède     | 17,23 m      |
| 5    | Fabrizio Donato     | Italie    | 16,88 m      |
| 6    | Jadel Gregório      | Brésil    | 16,78 m      |
| 7    | Dmitrij Valukevic   | Slovaquie | 16,72 m      |
| 8    | Igor Spasovkhodskiy | Russie    | 16,42 m      |

| Rang | Athlète                      | Pays       | Marque       |
| ---- | ---------------------------- | ---------- | ------------ |
| 1    | Olga Rypakova                | Kazakhstan | 15,14 m (WL) |
| 2    | Yargelis Savigne             | Cuba       | 14,86 m (SB) |
| 3    | Anastasiya Taranova-Potapova | Russie     | 14,40 m      |
| 4    | Mabel Gay                    | Cuba       | 14,30 m (SB) |
| 5    | Dana Velďáková               | Slovaquie  | 14,18 m      |
| 6    | Xie Limei                    | Chine      | 14,03 m (SB) |
| 7    | Svetlana Bolshakova          | Belgique   | 14,02 m      |
| —    | Anna Pyatykh                 | Russie     | DQ           |

### Lancer du poids
| Rang | Athlète            | Pays        | Marque       |
| ---- | ------------------ | ----------- | ------------ |
| 1    | Christian Cantwell | États-Unis  | 21,83 m      |
| 2    | Ralf Bartels       | Allemagne   | 21,44 m (PB) |
| 3    | Dylan Armstrong    | Canada      | 21,39 m (NR) |
| 4    | Tomasz Majewski    | Pologne     | 21,20 m (NR) |
| 5    | David Storl        | Allemagne   | 20,40 m      |
| 6    | Scott Martin       | Australie   | 19,76 m      |
| 7    | Carl Myerscough    | Royaume-Uni | 18,66 m      |
| DSQ  | Pavel Lyzhyn       | Biélorussie | 20,67 m      |
| DSQ  | Andrei Mikhnevich  | Biélorussie | 21,68 m      |

| Rang | Athlète                   | Pays             | Marque       |
| ---- | ------------------------- | ---------------- | ------------ |
| 1    | Valerie Vili              | Nouvelle-Zélande | 20,49 m (NR) |
| 2    | Anna Avdeyeva             | Russie           | 19,47 m (SB) |
| 3    | Nadine Kleinert           | Allemagne        | 19,34 m (SB) |
| 4    | Jillian Camarena-Williams | États-Unis       | 19,34 m (PB) |
| 5    | Misleydis González        | Cuba             | 18,77 m      |
| 6    | Gong Lijiao               | Chine            | 18,64 m      |

### Heptathlon/Pentathlon
| Rang | Athlète             | Pays        | Points     |
| ---- | ------------------- | ----------- | ---------- |
| 1    | Bryan Clay          | États-Unis  | 6 204 (SB) |
| 2    | Trey Hardee         | États-Unis  | 6 184 (SB) |
| 3    | Aleksey Drozdov     | Russie      | 6 141      |
| 4    | Andrei Krauchanka   | Biélorussie | 6 124      |
| 5    | Roman Šebrle        | Tchéquie    | 6 024 (SB) |
| 6    | Oleksiy Kasyanov    | Ukraine     | 6 019      |
| 7    | Leonel Suárez       | Cuba        | 5 764      |
| 8    | Aleksandr Pogorelov | Russie      | Abandon    |

| Rang | Athlète                | Pays        | Points     |
| ---- | ---------------------- | ----------- | ---------- |
| 1    | Jessica Ennis          | Royaume-Uni | 4 937 (CR) |
| 2    | Nataliya Dobrynska     | Ukraine     | 4 851 (NR) |
| 3    | Tatyana Chernova       | Russie      | 4 762      |
| 4    | Hyleas Fountain        | États-Unis  | 4 753 (AR) |
| 5    | Antoinette Nana Djimou | France      | 4 618      |
| 6    | Karolina Tymińska      | Pologne     | 4 575      |
| 7    | Marina Goncharova      | Russie      | 4 416      |
| 8    | Aiga Grabuste          | Lettonie    | 4 013 (SB) |

## Légende
Records et Performances
- AR : Record continental (area record)
- CR : Record des championnats (championship record)
- MR : Record du meeting (meet record)
- NR : Record national (national record)
- OR : Record olympique (olympic record)
- PR : Record paralympique (paralympic record)
- PB : Record personnel (personal best)
- SB : Meilleure performance personnelle de la saison (season's best)
- WL : Meilleure performance mondiale de l'année (world leader)
- WJR : Record du monde junior (world junior record)
- WR : Record du monde (world record)

Circonstances et Conditions
- DNF : N'a pas terminé (did not finish)
- DNS : N'a pas pris le départ (did not start)
- DQ : Disqualification (disqualification)
- NM : Aucun essai valable enregistré (No Mark)
- Q : Qualifié « directement » au prochain tour (ou à la prochaine compétition), lors d'une compétition majeure, grâce au classement ou à la réalisation des minima (automatic qualifier)
- q : Qualifié au prochain tour (ou à la prochaine compétition), lors d'une compétition majeure, grâce au repêchage ou à la réalisation de l'une des meilleures performances parmi celles des « non qualifiés directement » (grâce au meilleur temps ou à la meilleure distance par exemple) (secondary qualifier)